# Episodi di Amiche per la morte - Dead to Me (seconda stagione)
La seconda stagione della serie televisiva Amiche per la morte - Dead to Me, composta da 10 episodi, è stata pubblicata da Netflix l'8 maggio 2020 ovunque il servizio è raggiungibile.
| n° | Titolo originale         | Titolo italiano      | Pubblicazione USA | Pubblicazione Italia |
| -- | ------------------------ | -------------------- | ----------------- | -------------------- |
| 1  | You Know What You Did    | Sai cosa hai fatto   | 8 maggio 2020     | 8 maggio 2020        |
| 2  | Where Have You Been      | Dove sei stato?      | 8 maggio 2020     | 8 maggio 2020        |
| 3  | You Can't Live Like This | Non puoi vivere così | 8 maggio 2020     | 8 maggio 2020        |
| 4  | Between You and Me       | Tra noi due          | 8 maggio 2020     | 8 maggio 2020        |
| 5  | The Price You Pay        | Il prezzo da pagare  | 8 maggio 2020     | 8 maggio 2020        |
| 6  | You Don't Have To        | Nessun obbligo       | 8 maggio 2020     | 8 maggio 2020        |
| 7  | If Only You Knew         | Se sapessi           | 8 maggio 2020     | 8 maggio 2020        |
| 8  | It Had to Be You         | È tutta colpa mia    | 8 maggio 2020     | 8 maggio 2020        |
| 9  | It's Not You, It's Me    | Non sei tu, sono io  | 8 maggio 2020     | 8 maggio 2020        |
| 10 | Where Do We Go from Here | Dove andremo?        | 8 maggio 2020     | 8 maggio 2020        |